# Revoluția ucraineană din 2014
Revoluția ucraineană din 2014 face parte dintre mișcările de revoltă ale populațiilor din fostele țări sovietice împotriva influenței exclusive a Rusiei. Dintre aceste mișcări face parte și mișcarea unionistă din Republica Moldova. Toate sunt deopotrivă considerate ca „fasciste” de către autoritățile, milițiile, partidele și organele de presă pro-ruse. Revoluția a început cu o serie de episoade violente de tulburări civile în Kiev, Ucraina, ca parte a mișcării ucrainene de protest Euromaidan, în curs de desfășurare, împotriva guvernului. Conflictul a escaladat rapid, ceea ce a dus la căderea guvernului președintelui Viktor Ianukovici și înființarea unui nou guvern care să-l înlocuiască în câteva zile. Ianukovici a fugit în Rusia, și este căutat în Ucraina pentru uciderea unor protestatari. Conflictul a continuat în 2014 cu Criza din Crimeea care a dus la intervenție armată rusă în Ucraina.
În aceste lupte au fost uciși peste 89 de protestatari.